# Stokkemarke Sogn
Stokkemarke Sogn 
ist eine Kirchspielsgemeinde (dän.: Sogn)
auf der Insel Lolland im südlichen Dänemark.
Bis 1970 gehörte sie zur Harde Lollands Sønder Herred im damaligen Maribo Amt, danach zur Maribo Kommune im Storstrøms Amt, die im Zuge der  Kommunalreform zum 1. Januar 2007 in der Lolland Kommune in der Region Sjælland aufgegangen ist.
Im Kirchspiel leben 980 Einwohner, davon 410 im Kirchdorf (Stand: 1. Januar 2023).
Im Kirchspiel liegt die Kirche „Stokkemarke Kirke“.
Nachbargemeinden sind im Nordwesten Vesterborg Sogn und Birket Sogn, im Westen Halsted Sogn, im Südwesten Søllested-Skovlænge-Gurreby Sogn und Ryde Sogn und im Südosten Østofte Sogn und Bandholm Sogn.
Der Langdysse von Gallemose Stensgaard liegt westlich von Stokkemarke, östlich des Gallemosevej.